# Bar-le-Duc (quận)
Quận Bar-le-Duc là một quận của Pháp, nằm ở tỉnh Meuse, ở vùng Grand Est. Quận này có 9 tổng và 109 xã.

## Các đơn vị hành chính

### Các tổng
Các tổng của quận Bar-le-Duc là: 
1. Ancerville
2. Bar-le-Duc-Nord
3. Bar-le-Duc-Sud
4. Ligny-en-Barrois
5. Montiers-sur-Saulx
6. Revigny-sur-Ornain
7. Seuil-d'Argonne
8. Vaubecourt
9. Vavincourt

### Các xã
Các xã của quận Bar-le-Duc, và mã INSEE là: 
| 1. Ancerville (55010)               | 2. Andernay (55011)               | 3. Aulnois-en-Perthois (55015)      | 4. Autrécourt-sur-Aire (55017)     |
| 5. Bar-le-Duc (55029)               | 6. Baudonvilliers (55031)         | 7. Bazincourt-sur-Saulx (55035)     | 8. Beaulieu-en-Argonne (55038)     |
| 9. Beausite (55040)                 | 10. Behonne (55041)               | 11. Beurey-sur-Saulx (55049)        | 12. Biencourt-sur-Orge (55051)     |
| 13. Brabant-le-Roi (55069)          | 14. Brauvilliers (55075)          | 15. Brillon-en-Barrois (55079)      | 16. Brizeaux (55081)               |
| 17. Bure (55087)                    | 18. Chanteraine (55358)           | 19. Chardogne (55101)               | 20. Chaumont-sur-Aire (55108)      |
| 21. Combles-en-Barrois (55120)      | 22. Contrisson (55125)            | 23. Courcelles-sur-Aire (55128)     | 24. Cousances-les-Forges (55132)   |
| 25. Couvertpuis (55133)             | 26. Couvonges (55134)             | 27. Dammarie-sur-Saulx (55144)      | 28. Fains-Véel (55186)             |
| 29. Foucaucourt-sur-Thabas (55194)  | 30. Fouchères-aux-Bois (55195)    | 31. Givrauval (55214)               | 32. Guerpont (55221)               |
| 33. Géry (55207)                    | 34. Haironville (55224)           | 35. Hévilliers (55246)              | 36. Ippécourt (55251)              |
| 37. Juvigny-en-Perthois (55261)     | 38. Laheycourt (55271)            | 39. Laimont (55272)                 | 40. Lavincourt (55284)             |
| 41. Lavoye (55285)                  | 42. Le Bouchon-sur-Saulx (55061)  | 43. Les Hauts-de-Chée (55123)       | 44. Les Trois-Domaines (55254)     |
| 45. Ligny-en-Barrois (55291)        | 46. Lisle-en-Barrois (55295)      | 47. Lisle-en-Rigault (55296)        | 48. Loisey-Culey (55298)           |
| 49. Longeaux (55300)                | 50. Longeville-en-Barrois (55302) | 51. Louppy-le-Château (55304)       | 52. Mandres-en-Barrois (55315)     |
| 53. Maulan (55326)                  | 54. Menaucourt (55332)            | 55. Mognéville (55340)              | 56. Montiers-sur-Saulx (55348)     |
| 57. Montplonne (55352)              | 58. Morley (55359)                | 59. Ménil-sur-Saulx (55335)         | 60. Naives-Rosières (55369)        |
| 61. Naix-aux-Forges (55370)         | 62. Nant-le-Grand (55373)         | 63. Nant-le-Petit (55374)           | 64. Nantois (55376)                |
| 65. Nançois-sur-Ornain (55372)      | 66. Nettancourt (55378)           | 67. Neuville-sur-Ornain (55382)     | 68. Noyers-Auzécourt (55388)       |
| 69. Nubécourt (55389)               | 70. Pretz-en-Argonne (55409)      | 71. Raival (55442)                  | 72. Rancourt-sur-Ornain (55414)    |
| 73. Rembercourt-Sommaisne (55423)   | 74. Remennecourt (55424)          | 75. Resson (55426)                  | 76. Revigny-sur-Ornain (55427)     |
| 77. Ribeaucourt (55430)             | 78. Robert-Espagne (55435)        | 79. Rumont (55446)                  | 80. Rupt-aux-Nonains (55447)       |
| 81. Saint-Amand-sur-Ornain (55452)  | 82. Salmagne (55466)              | 83. Saudrupt (55470)                | 84. Savonnières-devant-Bar (55476) |
| 85. Savonnières-en-Perthois (55477) | 86. Seigneulles (55479)           | 87. Seuil-d'Argonne (55517)         | 88. Silmont (55488)                |
| 89. Sommeilles (55493)              | 90. Sommelonne (55494)            | 91. Stainville (55501)              | 92. Tannois (55504)                |
| 93. Tronville-en-Barrois (55519)    | 94. Trémont-sur-Saulx (55514)     | 95. Val-d'Ornain (55366)            | 96. Vassincourt (55531)            |
| 97. Vaubecourt (55532)              | 98. Vavincourt (55541)            | 99. Velaines (55543)                | 100. Ville-sur-Saulx (55568)       |
| 101. Villers-aux-Vents (55560)      | 102. Villers-le-Sec (55562)       | 103. Villotte-devant-Louppy (55569) | 104. Waly (55577)                  |
| 105. Willeroncourt (55581)          | 106. Èvres (55185)                | 107. Érize-Saint-Dizier (55178)     | 108. Érize-la-Brûlée (55175)       |
| 109. Érize-la-Petite (55177)        |                                   |                                     |                                    |